# 벨비제역 (바르셀로나 지하철)
벨비제역(카탈루냐어: Bellvitge)은 바르셀로나 지하철 1호선의 역이다. 바르셀로나 도시권에 속하는 루스피탈레트데류브레가트 시에 위치해 있으며, 역명은 인근의 벨비제 지역에서 따왔다. 1989년 1호선이 아빙구다 카릴레트 역에서 우스피탈 데 벨비제 역까지 연장되면서 처음 문을 열었다. 벨비제 철도역과는 서쪽으로 750m 떨어진 위치에 자리해 있으며, 이곳에는 카탈루냐 통근철도와 지역철도 노선이 다닌다.
벨비제 역은 '람블라 데 라 마리나' (Rambla de la Marina) 지하에 위치해 있으며 거리 양쪽 방면에 출입구가 나 있다. 대합실은 지하에 위치해 있으며 그 아래층에 96m 길이의 섬식 승강장 두 개가 나 있는 구조로 되어 있다.